# Trece+
Trece+ es un canal de televisión digital terrestre de cobertura interregional como una segunda señal de Canal Trece.

## Historia
El canal emitió en señal de pruebas desde 2016 como una señal alterna musical de Canal Trece.
Inicialmente la señal comenzó a modo de pruebas como Canal Trece HD2 en 2017 primero como un canal musical pero a los pocos días se introdujo una placa como Canal Trece y después como Trece 2.
El 25 de enero de 2018, RTVC comenzó a emitir bajo la identidad temporal RTVC Cinco. 
En mayo de 2018 comienza a tener una programación de prueba infantil y de archivos propios de Señal Memoria pero en octubre de ese mismo año regresó con el nombre de RTVC Cinco y a los pocos días de nuevamente como Trece 2.
En mayo de 2018, el canal inicia una segunda etapa de pruebas incorporando cortinillas, musicalización e ID del canal en sus transmisiones que por lo general son archivos propios de la entidad de medios públicos de Colombia y programación de mi señal.
El 25 de junio de 2019 emitió una nueva placa como Trece+ con contenidos informativos de la emisora El Dorado Radio, así como franjas musicales.

## Programación
Actualmente, la programación de Trece+ funciona como una señal espejo del canal principal y tiene algunos contenidos exclusivos comerciales.